# Trosteanka, Colomeea
Trosteanka (în ucraineană Тростянка) este un sat în comuna Pîlîpî din raionul Colomeea, regiunea Ivano-Frankivsk, Ucraina.

## Demografie
Componența lingvistică a localității Trosteanka
     Ucraineană (100%)
Conform recensământului din 2001, toată populația localității Trosteanka era vorbitoare de ucraineană (100%).